# Глизе 832
Глизе 832 (лат. Gliese 832) — звезда в созвездии Журавля. Находится на расстоянии около 16,1 световых лет от Солнца. Вокруг звезды обращается, как минимум, две планеты.

## Характеристики
Глизе 832 — это тусклый красный карлик главной последовательности по размерам и яркости уступающий Солнцу. Масса и диаметр звезды составляют 45 % и 48 % солнечных соответственно, а светимость не превышает 0,028 солнечной светимости.

## Планетная система
8 сентября 2008 года группа астрономов объявила об открытии юпитероподобной планеты Глизе 832 b в системе Глизе 832. Её масса эквивалентна 64 % массам Юпитера (или 203 массы Земли). Планета обращается вокруг родительской звезды на среднем расстоянии 3,4 а.е.; полный оборот она совершает за 9,4 лет.
В 2014 году была обнаружена вторая планета в системе — суперземля Глизе 832 c. Она находится в зоне обитаемости. Её масса — 5,4 ±1,0 массы Земли, период обращения вокруг материнской звезды — 35 суток.
В 2017 году астрофизики из Техасского университета в Арлингтоне (США) рассчитали, что в системе Глизе 832 может находиться третья планета массой от 1 до 15 масс Земли. Согласно их расчётам дополнительная землеподобная планета может присутствовать в системе на динамически стабильной орбите на расстоянии от 0,25 до 2 а.е. от материнской звезды.
| Планета | Масса (MJ)   | Радиус (RJ) | Период обращения (дней) | Большая полуось орбиты (а.е.) | Эксцентриситет орбиты |
| ------- | ------------ | ----------- | ----------------------- | ----------------------------- | --------------------- |
| b       | >0,64±0,06   | ?           | 3416±131                | 3,4±0,4                       | 0,12±0,11             |
| с       | 5,4 ±1,0(ME) | ?           | 35,68                   | ?                             | ?                     |

## Ближайшее окружение звезды
Следующие звёздные системы находятся на расстоянии в пределах 10 световых лет от системы Глизе 832:
| Звезда         | Спектральный класс  | Расстояние, св. лет |
| Лакайль 8760   | M2 Ve               | 4,2                 |
| ε Индейца ABC  | K5 Ve / T1 V / T6 V | 4,8                 |
| CD-45 13677    | M0 V                | 6,0                 |
| Глизе 783 AB   | K2 V / M3,5 V       | 7,1                 |
| Лакайль 9352   | M0,5 Ve             | 7,3                 |
| δ Павлина      | G7 IV               | 7,4                 |
| L 347-14       | M4,5 V              | 7,5                 |
| L 119-44       | M V                 | 8,7                 |
| EZ Водолея ABC | M5 Ve / M / M       | 9,7                 |
| HIP 103039     | M4                  | 9,8                 |